# منطقة كولار
كولار رمزها «KL» (بالإنجليزية: Kolar)‏ ، هو تقسيم إداري لدولة الهند تتبع ولاية كارناتاكا (بالإنجليزية: Karnataka)‏ ، مركزها هو مدينة كولار (بالإنجليزية: Kolar)‏ عدد سكانها حسب تعداد سنة 2001 هو 2,523,406 ، مساحتها 8,223 كم² وكثافة السكان 307 لكل كم² .